# 創業家兄弟
創業家兄弟（簡稱生活市集）是台灣B2C(Business To Customer)網路購物平台之一，成立於2013年5月，其經營者為2012年4月成立的「創業家兄弟股份有限公司」(證劵櫃檯買賣中心:8477)為全台最快速掛牌上櫃的電子商務公司。

## 歷史沿革

### 初期創業
2012年5月創業家兄弟公司設立，創業初期平均一年推出3至4個網站，至2013年2月生活市集網站設立，此後仍陸續推出其他B2C網站，以汰弱留強策略相繼關閉、整併網站，最終以生活市集網站提供一站式的購物體驗。

### 興櫃掛牌
● 2015 年 10 月 27 日創業家兄弟正式登錄興櫃交易。

● 2016年4月成立子公司「創宇行動股份有限公司」松果購物

● 2016年10月31日創業家兄弟登錄上櫃市場掛牌交易。

● 2017年12月與全家便利商店正式結盟，搶攻冷凍宅商機市場。

● 2018年10月攜手街口支付導入新形態的金流支付服務。

● 2018年10月創業家兄弟與松果購物攜手國立台灣大學國際產學聯盟，共同發展AI技術在電子商務產業的應用。

● 2019年4月成立100%持股子公司「新時代電商股份有限公司」

## 集團業務

### 自營業務

#### 創業家兄弟股份有限公司
```
 ◦B2C網站:
生活市集
 
（
页面存档备份
，存于
）
網路購物
 
 ◦線上銷售產品約10,000種，提供全台宅配到府、快速到貨服務
```

### 子公司業務

#### 松果購物股份有限公司
```
 ◦2016年4月公司設立
 
 ◦B2B2C網站:
松果購物
 
（
页面存档备份
，存于
）
網路購物平台，2016年5月成立
 
 ◦2019年10月16日登錄於興櫃市場(證劵櫃檯買賣中心:6740)
```

#### 新時代電商股份有限公司
```
 ◦2019年4月公司設立
 
 ◦B2B2C網站:
運動市集
 
（
页面存档备份
，存于
）
網路購物平台，2020年1月成立
```

## 獎項
● 2015 年 12 月獲德勤全球(Deloitte Global) 2015 年亞太高科技成長前 500 強評鑑評選為台灣第 1 名(亞太區排名第 13 名)。
● 2016 年 5 月獲天下雜誌評選為台灣 2,000 大企業，電子商務產業第 4 名，服務業第 405 名。
● 2017 年 11 月《經理人月刊》頒發經理人 100MVP 獎項。
● 2018 年 5 月創業家兄弟董事長郭書齊 獲艾森豪、辜濓松學人雙殊榮。
● 2018 年 11 月第 16 屆華人領袖遠見高峰會，創業家兄弟共同創辦人榮獲傑出創業獎。
● 2019 年 5 月創業家兄弟連續四年獲天下雜誌評選為台灣 2,000 大企業，服務業之排名由2016年首度入榜之405名成長至2019年的251名。
● 2019 年 6 月獲中華徵信所選為2019年台灣5,000大企業，無店面零售業排名之第7大企業。
● 2019 年 6 月松果購物於Facebook與尼爾森台灣公布的《2018 Facebook 行動世代最具影響力品牌》中獲選為前 25 個台灣品牌之一。
● 2019 年 8 月榮獲 2019 天下雜誌「百大快速成長企業第 88 名」。
● 2019 年 11 月勇奪 2019「數位奇點獎-最佳數位技術應用獎」銀獎。
● 2019 年 11 月創業家妯娌分別喜獲「台灣Super MVP 經理人」的最高榮譽獎項及「台灣百大MVP經理人」殊榮，雙喜臨門也象徵企業女力崛起。
● 2019 年 12 月創業家集團四位共同創辦人獲「安永企業家獎」，為台灣安永企業家獎歷屆以來首次獲獎的電商。 
● 2020 年 4 月創業家集團榮獲 LINE Family Club - The Best Brand 獎項，為唯一入選的網路暨電商品牌。
● 2021 年 4 月蟬聯 LINE Family Club - The Best Brand 獎項殊榮，創業家兄弟集團同樣為唯一入選的網路暨電商品牌。
● 2021 年 9 月榮獲第 26 屆國家品質獎「功能典範類－經營技術典範獎」，為歷屆以來首家獲獎的電商品牌。

## 外部連結
創業家兄弟 （页面存档备份，存于）

生活市集/你的腦叫你一直買 （页面存档备份，存于）

松果購物 （页面存档备份，存于）

運動市集 （页面存档备份，存于）